# 城西湖乡
城西湖乡，是中华人民共和国安徽省六安市霍邱县下辖的一个乡镇级行政单位。

## 行政区划
城西湖乡下辖以下地区：
陈嘴村、碉楼村、新河口村、汪集村、东岭村、邹台村、王台村、老滩村、双河村、西湖村、望湖村、望淮村、关嘴村、许集村和枣林村。